# António Simões
António Simões da Costa (14 de desembre de 1943) fou un futbolista portuguès de la dècada de 1960 i entrenador.
Fou 46 cops internacional amb la selecció portuguesa amb la qual participà en la Copa del Món de futbol de 1966.

## Carrera de club
Defensà els colors de SL Benfica, on durant 14 temporades disputà 449 partits oficials i marcà 72 gols.
Va jugar com a titular la final de la Copa d'Europa de 1962, que el Benfica va guanyar contra el Reial Madrid per 5 a 3 a l'Estadi Olímpic d'Amsterdam, la segona victòria consecutiva de l'equip portuguès en la competició. També fou titular a la final de la Copa d'Europa de 1963, que el Benfica va perdre contra l'AC Milan per 2 a 1 a l'estadi de Wembley a Londres, una derrota que va trencar una ratxa consecutiva de dues victòries portugueses a la Copa d'Europa, i que representà també la primera victòria italiana en la competició. També va jugar com a titular la final de la Copa d'Europa de 1965, que el Benfica va perdre contra l'Inter de Milà per 0 a 1 a San Siro, la segona victòria consecutiva de l'Inter en la competició.
Posteriorment també fou jugador de diversos equips als Estats Units.

## Palmarès
Benfica
- Primeira Divisão: 1962-63, 1963-64, 1964-65, 1966-67, 1967-68, 1968-69, 1970-71, 1971-72, 1972-73, 1974-75
- Taça de Portugal (4): 1961-62, 1963-64, 1968-69, 1969-70, 1971-72
- Copa d'Europa de futbol: 1961-62